# Бизигешти (Вранча)
Бизигешти (рум. Bizighești) насеље је у Румунији у округу Вранча у општини Гароафа. Oпштина се налази на надморској висини од 72 m.

## Становништво
Према подацима из 2002. године у насељу је живело 684 становника, од којих су сви румунске националности.